# Gare de Lamothe-Landerron
Gare de Lamothe-Landerron vasútállomás Franciaországban, Lamothe-Landerron településen.

## Vasútvonalak
Az állomást az alábbi vasútvonalak érintik:
- Bordeaux–Sète-vasútvonal

## Kapcsolódó állomások
A vasútállomáshoz az alábbi állomások vannak a legközelebb:
- Gare de La Réole (Gare de Bordeaux-Saint-Jean)
- Gare de Sainte-Bazeille (Gare de Sète)